# Raj Kumar Pitambar
Raj Kumar Pitambar Shumshere Jang Bahadur Rana (Londen. 16 augustus 1931 - Mumbai, 20 augustus 2005) was zakenman en  amateurgolfer uit India. Hij werd Pit genoemd.
Pitambar was de enige zoon van generaal-majoor Vishnu Shumshere Jang Bahadur Rana, die in 1931 Katmandu ontvluchtte en naar Londen ging, waarna hij onterfd werd. Met zijn vrouw leefde hij later in Nassau.

## Golf
Pitamber zat op de Westminster School in Londen en studeerde in Oxford. Hij diende twee jaar in het Britse leger. Toen hij in 1958 in India terugkeerde, kwam hij in het nationale golfteam, waarvan hij van 1964-1975 captain was. Hij was een top-amateur, die onder meer twee keer het All India amateurkampioenschap won. 
Pitambar heeft veel invloed gehad op de ontwikkeling van golf in India. In 1974 en 1975 was Pitamber voorzitter van de Indiase golffederatie. 

#### Gewonnen
- 1966: All India Amateur Championship
- 1973: All India Amateur Championship

## Mihandra
Pitamber ging bij Mahindra & Mahindra werken, waar hij als management trainee begon en in 1990 directeur werd. In 1997 en 1998 was hij voorzitter van de Kamer van Koophandel en Industrie in Mumbai. 